# Федерация плавания Бенина
Федерация плавания Бенина (фр. Fédération Béninoise de Natation) — национальный руководящий орган по плаванию в Бенине.
Президент Федерации плавания — Абдон Дегенон. Был избран в 2010 году. А затем дважды переизбран: в 2014 году и в марте 2018 года. В марте 2018 года он победил своего соперника Леопольда Зинсоу 32 голосами против 30.